# 西京日报
《西京日报》于1933年3月21日创刊，其前身为天津的《民国日报》。 《西京日报》为中国国民党中央宣传部在西安出版发行的机关报，是中央政府成立后进行武力征伐的同时，为加强宣传而建立的中央直属党报。 《西京日报》及《华北日报》、《武汉日报》、《福建日报》等报刊与南京《中央日报》组成了系统的国民党党报的主力阵营。
1936年12月12日发生西安事变，东北军接管《西京日报》，社长丁复进被扣押。报纸于13日改名《解放日报》，是为西北抗日联军机关报。1937年2月，西安事变结束，《解放日报》被原《西京日报》接收。1948年时，报纸仍有发行。何时停刊，不详。

## 背景
在南京政府成立后，中国社会仍然处于激烈的动荡之中，包括胡适在内的资产阶级自由派公开与国民党唱反调。国民党政府在武力征伐的同时，加强了各地的宣传。《西安日报》忠实地推行了国民党的反共路线，成为了国民党御用的舆论工具。
西京日报的发展主要由于从1930年到抗战胜利期间。当时陕西当地经济的迅速发展，而导致陕西报业有了较大的发展。抗战爆发后，社会经济迅速混乱与萧条。陕西的各大报纸版面锐减，《西京日报》由八版改为了，两版广告数量减少。

## 主要编辑
《西京日报》先后由邱元武、郭英夫、胡天册、陈泯光等人当了发行人兼社长。总编辑先后为刘凤五、陈泯光（于1945年任《西京日报》社长兼总编）、陈高等人。